# Dolore
Il dolore rappresenta il mezzo con cui l'organismo segnala un danno tissutale.
Secondo la definizione della IASP (International Association for the Study of Pain - 2020) e dell'Organizzazione mondiale della sanità, il dolore «è un'esperienza sensoriale ed emotiva spiacevole associata a (o simile a quella associata a) un danno tissutale potenziale o in atto».
Nel senso comune dolore è sinonimo di sofferenza.
Il dolore non è solamente un fenomeno sensoriale, ma è la composizione di:
- una parte sensoriale (la nocicezione) che costituisce la modalità sensoriale che permette la ricezione e il trasporto al sistema nervoso centrale di stimoli potenzialmente lesivi per l'organismo;
- una parte esperienziale percettiva (quindi del tutto privata, la vera e propria esperienza del dolore) che è lo stato psichico collegato alla percezione di una sensazione spiacevole.

Il dolore è fisiologico, un sintomo vitale/esistenziale, un sistema di difesa, quando rappresenta un segnale d'allarme per una lesione tissutale, essenziale per evitare un danno. Diventa patologico quando si automantiene, perdendo il significato iniziale e diventando a sua volta una malattia (sindrome dolorosa).

## Funzione del dolore
Il dolore ha una funzione fondamentale nella sopravvivenza di gran parte degli esseri viventi, quindi dell'individuo, come segnale della necessità di intraprendere una reazione a seguito di un'aggressione o di un danno all'integrità fisica. Per questo i recettori del dolore sono in grado di identificare vari tipi di stimoli pericolosi, siano essi meccanici, chimici, termici. Non a caso i recettori nocicettoriali sono presenti nella quasi totalità degli organismi viventi, proprio perché durante la selezione naturale la loro utilità ne ha preservato la funzione.

## Epidemiologia del dolore
Indagini epidemiologiche condotte in vari paesi europei hanno dimostrato che, in Italia, il dolore cronico affligge 1 cittadino su 4 (circa 15 milioni di italiani), per un periodo medio di 7,7 anni e che 1/5 circa dei pazienti soffre di dolore per oltre 20 anni. Questi dati mettono in luce la dimensione del problema che non affligge solo i pazienti affetti da patologie oncologiche, ma anzi è particolarmente sentito e impattante nei pazienti affetti da patologie quali artriti, artrosi, fibromialgia, osteoporosi, ecc.
È stato pubblicato nel 2012 un articolo inerente a un'indagine condotta tra pazienti di 13 Paesi europei (tra i quali anche l'Italia) affetti da dolore non oncologico e seguiti dal gruppo di ricerca per un anno. I dati emersi evidenziano come il 95% dei pazienti coinvolti nell'indagine avesse, dopo 3 mesi di osservazione, un dolore ancora d'intensità a partire da moderata; di questi il 47% attribuiva al dolore un'intensità severa con una durata superiore ai 2 anni.
I pazienti coinvolti nello studio hanno inoltre dichiarato che il dolore da loro provato si ripercuoteva in maniera negativa sulla loro capacità di condurre una vita normale: nel 73% dei casi avevano difficoltà a svolgere le attività di tutti i giorni, come i lavori domestici o le occupazioni familiari e ricreative, nel 68% il dolore influiva sulla capacità lavorativa, nel 46% alterava i rapporti familiari e sociali, nel 60% alterava la qualità del sonno e nel 41% le relazioni sessuali. Non solo, il dolore è risultato abbia influito anche sullo stato emotivo delle persone colpite: il 44% di loro si è sentito solo nella propria malattia, il 66% si sono sentiti ansiosi e depressi e per il 28% di loro il dolore era così forte che avrebbero preferito morire.

## Fisiologia del dolore
La componente sensitiva del dolore (o componente neurologica) è costituita da un circuito a tre neuroni che convoglia lo stimolo doloroso dalla periferia alla corteccia cerebrale mediante le vie spino-talamiche.
La parte esperienziale del dolore (o componente psichica, quindi percettiva), responsabile della valutazione critica dell'impulso algogeno, riguarda la corteccia cerebrale e la formazione reticolare e permette di discriminare l'intensità, la qualità e il punto di provenienza dello stimolo nocivo; da queste strutture vengono modulate le risposte reattive.
L'esperienza del dolore è quindi determinata dalla dimensione affettiva e cognitiva, dalle esperienze passate, dalla struttura psichica e da fattori socio-culturali.
Il dolore, anche se sembra un controsenso, può avere due accezioni: utile e non utile; è utile quando esso rappresenta un campanello d'allarme e ci fa capire che siamo di fronte a un potenziale problema più o meno grave. Tutti i dolori che non fanno le veci di un campanello d'allarme sono inutili e possono essere soppressi; tali dolori sono rappresentati da tutti i tipi di dolore cronico, di qualunque natura essi siano, benigni o maligni. In alcuni rari casi patologici, come nella CIPA, il dolore può non presentarsi in alcuna delle due tipologie precedenti, e quest'assenza di dolore risulta essere pericolosa, in quanto esclude tanto il dolore inutile con gli annessi svantaggi quanto il dolore utile e i suoi numerosi vantaggi.
Il dolore può risultare pungente, tirante, bruciante, pruriginoso, a sbarra, compressivo. Il fatto che sia un'esperienza personale implica un valore soggettivo che non è facilmente quantificabile. In altre parole è assai difficile misurare e valutare un dolore nella sua completezza.
Solitamente crea disagio fisico e psichico e compassione (o gioia maligna) sociale. Prima di giungere alla corteccia cerebrale lo stimolo muta in tre eventi: trasduzione, trasmissione e modulazione.

Dal punto di vista della durata temporale, il dolore è classificabile come:
1. Transitorio: vi è attivazione dei nocicettori, corpuscoli responsabili della trasmissione degli stimoli dolorosi, senza danno tissutale. Scompare con la cessazione dello stimolo;
2. Acuto: è un dolore nocicettivo, di breve durata in cui solitamente il rapporto di causa/effetto è evidente: nel dolore acuto, per effetto di una causa esterna o interna, si ha una fisiologica attivazione dei nocicettori. Si ha, in genere, un danno tissutale; il dolore scompare con la riparazione del danno.
3. Recidivo: come spesso in cefalgie
4. Persistente: la permanenza dello stimolo nocicettivo o della nocicezione rendono il dolore "persistente".
5. Cronico: associato a profonde modificazioni della personalità e dello stile di vita del paziente che costituiscono fattori di mantenimento indipendenti dall'azione dei nocicettori.

## La via del dolore
La via del dolore origina alla periferia attraverso le terminazioni libere o fornite di corpuscoli sensitivi specifici, che hanno il compito di raccogliere gli stimoli dolorosi e inviarli alla corteccia cerebrale attraverso un sistema a tre neuroni: il primo neurone, il cui corpo risiede nel ganglio spinale della radice posteriore, va dalla periferia al corno posteriore della sostanza grigia del midollo spinale: dopo l'origine dal ganglio posteriore, si biforca a "T" formando due branche (assoni), una chiamata "centrale" che attraverso le radici posteriori si dirige verso il Sistema Nervoso Centrale, l'altra "periferica" che giunge alle strutture da innervare attraverso i nervi somatici o viscerali. 
Il secondo neurone origina nella parte postero-laterale del corno posteriore attorno a cui termina il primo neurone, percorre il fascio spino-talamico laterale e termina nel circolo postero-laterale del talamo. Il terzo neurone va dal nucleo postero-laterale del talamo alla circonvoluzione postero-laterale della corteccia cerebrale.

## Tipi di dolore
Il dolore è suddiviso in due tipi principali in base alla sua manifestazione temporale.
- Il dolore lento compare entro un secondo o più dallo stimolo dolorifico e perdura a lungo.
- Il dolore rapido compare entro un decimo di secondo dallo stimolo dolorifico e generalmente non viene percepito dai tessuti profondi.

Oltre a queste tipologie di dolore ne esistono molte altre che si basano sulla provenienza anatomica dello stimolo dolorifico (somatico, viscerale, misto) o sulla tipologia dello stimolo dolorifico (acuto, puntorio, urente, lancinante, elettrico, pulsante, cronico e altri).

### Dolore somatico
È il dolore veicolato dalle fibre afferenti somatiche che trasportano le sensazioni dolorose dalla testa, dal tronco e dalle estremità. Rispondono a stimoli quali pressione, trazione, taglio, sfregamento, variazioni termiche, variazioni del pH, azioni enzimatiche.

### Dolore viscerale
Questo dolore viene veicolato dalle fibre che decorrono nei nervi simpatici (di provenienza generalmente toracica) e parasimpatici (provenienti dalle restanti strutture). Gli impulsi nocivi vengono evocati da stimoli quali distensione brusca dei visceri, contrazioni, irritanti chimici, infiammazione.

### Dolore misto
Quando interessa sia strutture somatiche sia viscerali: ad esempio l'estensione di un processo infiammatorio da un organo addominale al peritoneo parietale.

### Dolore riferito
Dolore che viene proiettato a distanza rispetto al viscere in cui origina lo stimolo nocivo, come ad esempio il dolore al braccio nel corso di un infarto miocardico.
Sono state formulate tre teorie per spiegare questo fenomeno.
- La teoria metamerica sostiene che, dato che le fibre afferenti decorrono assieme, lo stimolo doloroso si propaga alle terminazioni vicine a livello corticale, che generano quindi la sensazione dolorosa nella sede periferica di loro competenza, differente da quella originale.
- La teoria della convergenza afferma che essendo il numero delle fibre nervose periferiche somatiche e viscerali molto superiore rispetto alle cellule nervose della sostanza grigia del midollo spinale, numerose fibre agirebbero sullo stesso assone spino-talamico che verrebbe in tal modo stimolato da fibre provenienti da zone anche molto lontane tra loro.
- La teoria della facilitazione sostiene l'esistenza di rapporti tra le fibre somatiche e viscerali. Ritiene che impulsi nocivi viscerali possano abbassare la soglia di attivazione delle fibre somatiche che provocherebbero quindi una percezione dolorosa nelle aree di loro competenza.

### Dolore idiopatico
Il dolore idiopatico o psicogeno è un tipo di dolore riferito senza una causa evidente. Può essere riferito un dolore il cui livello di intensità non abbia corrispondente motivazione organica.

### Dolore urente
Il dolore urente è una sensazione dolorosa simile a quella provocata dal contatto con corpi roventi.

### Dolore sociale
Il dolore sociale è il disagio o la sofferenza derivante da dinamiche sociali, come l'isolamento, la discriminazione o la povertà.
La sociologia esplora come queste esperienze influenzino individui e comunità, contribuendo alla comprensione delle sfide legate alle relazioni sociali.
Il termine dolore sociale è stato coniato nel 2003 da Jaak Panksepp.

## Forme ed eziologia
- dolore nocicettivo basato primordialmente sull'irritazione dei sensori di dolore (nocicettori) e trasmissione degli impulsi (trasmissione di dolore) al sistema nervoso centrale
- dolore neuropatico in seguito a lesioni del sistema nervoso periferico o del sistema nervoso centrale (p.es. dopo amputazione, paraplegia, infezioni da herpes, polineuropatia diabetica).
- dolore funzionale in seguito a disturbi funzionali (ad esempio mal di schiena causato da impostura e movimenti abitudinali disfunzionali).
- Meccanismi psicosomatici e riflessivi vegetativi come:
  - Attivazione del sistema nervoso simpatico in stati di ansia
  - Attivazione del sistema nervoso parasimpatico in stati di depressione
  - Aumento di tono muscolare in situazioni di stress emotivo

Alcuni fattori psicosociali possono amplificare e/o cronicizzare dei dolori. Sono da prendere in considerazione nella terapia del dolore.

## Diagnosi differenziale
Disturbi psichici, come, per esempio, la depressione larvata.

## Aspetti del dolore cronico: il "dolore globale"
Il dolore cronico presente nelle malattie degenerative, neurologiche, oncologiche, specie nelle fasi avanzate e terminali di malattia, assume caratteristiche di dolore GLOBALE, legato a motivazioni fisiche, psicologiche e sociali, come evidenziato nei documenti dell'Organizzazione Mondiale della Sanità (OMS).

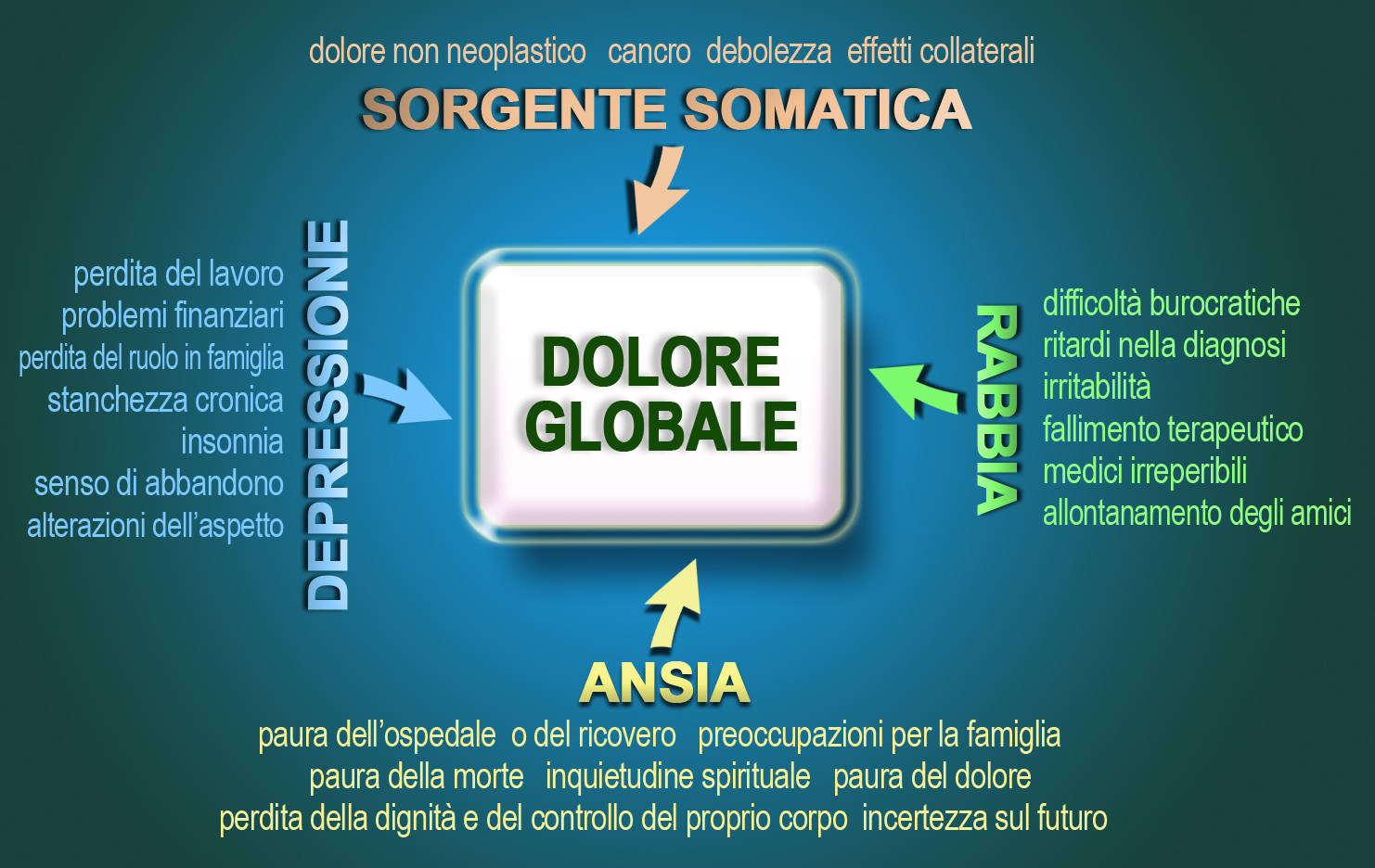
Il "dolore globale" del paziente cronico

## Perché è importante valutare e trattare il dolore
Ogni individuo reagisce in maniera unica a un determinato stimolo doloroso, sulla base delle esperienze pregresse e su quella che viene definita la sua soglia del dolore, e ogni persona è in grado di valutare, secondo il suo parametro, quanto è forte il suo dolore e quindi è in grado di oggettivarlo tramite una misurazione.
Ogni individuo apprende il significato della parola dolore attraverso le esperienze correlate a una lesione durante i primi anni di vita. Essendo un'esperienza spiacevole, alla componente somatica del dolore si accompagna anche una carica emotiva. Il dolore pertanto è sempre soggettivo ed è importante che il paziente impari a misurare il suo dolore e a prenderne nota in un diario giornaliero.
Inoltre a seconda che la sua intensità sia lieve, moderata o severa, i farmaci che devono essere impiegati sono diversi.

## Come si misura il dolore
Il dolore si misura attraverso l'impiego di scale ufficiali validate da studi clinici internazionali.
Le scale per misurare il dolore possono essere:
Scala VAS (soggettiva)

La scala VAS è una retta di 10 cm con due estremità che corrispondono a “nessun dolore” = 0 e il massimo possibile (oppure il massimo di cui si ha avuto esperienza) = 10. È uno strumento unidimensionale che quantifica ciò che il malato soggettivamente percepisce come dolore, oppure come sollievo. Al paziente verrà chiesto di segnare con una crocetta un punto tra le due linee; successivamente il clinico misurerà con un righello i millimetri che distanziano la X disegnata dal paziente dalla linea corrispondente a nessun dolore. Il dolore misurato tramite VAS viene espresso con un valore a 2 cifre (es 40, 60, 75, ecc.).
Scala verbale VDS (soggettiva)

La scala verbale semplice VDS è unidimensionale e ripropone il susseguirsi di aggettivi che quantificano il dolore. Al paziente verrà chiesto di indicare quale tra gli aggettivi proposti caratterizza meglio il suo dolore: NESSUNO; MOLTO LIEVE; LIEVE; MODERATO FORTE; MOLTO FORTE.
Scala numerica NRS

La scala NRS si basa sull'utilizzo di una scala costituita da 11 gradi da 0 a 10, dove 0 corrisponde alla totale assenza di dolore e 10 rappresenta il peggior dolore immaginabile dal paziente. La valutazione del dolore viene effettuata chiedendo al paziente di assegnare un punteggio corrispondente al dolore provato.
Scala di Wong Baker o delle espressioni facciali

La scala HFPRS è composta da disegni di faccine con diverse espressioni: da sorridente (che significa nessun dolore) fino al pianto disperato (che significa il peggior dolore possibile). È un sistema di valutazione che viene utilizzato nei bambini o nelle persone che hanno difficoltà espressive. Il bambino, o l'adulto, deve indicare quale espressione, in quel momento, rappresenta meglio la sua sensazione dolorosa.
Scala FLACC
La scala FLACC è utilizzata per la valutazione del dolore nei bambini tra i 2 mesi e i 7 anni d'età sulla base di cinque parametri: espressione facciale, gambe, attività, pianto, consolabilità. Il nome deriva dall'acronimo inglese dei cinque parametri (face, leg, activity, cry, consolability).
Le scale non possono essere ufficialmente confrontate tra di loro, in quanto non ci sono evidenze scientifiche che ne dimostrino la corrispondenza. Proprio per questo motivo, negli ultimi tempi si sta cercando di utilizzare, almeno negli studi clinici, un'unica tipologia di scala che è la scala NRS. Questo permette agli studiosi di confrontare tra loro i risultati delle diverse ricerche per dare delle risposte cliniche valide ai malati di dolore.
È importante che il dolore venga misurato con regolarità anche per poter capire se la terapia antalgica impostata ha effetto.

## Come si tratta il dolore
L'Organizzazione Mondiale della Sanità ha proposto delle linee guida sul corretto approccio al dolore, inizialmente per quello di natura oncologica, poi allargate al dolore anche di natura non oncologica, che suggerivano una scala sequenziale di modalità terapeutica da adattare a ogni singolo paziente.
Questa scala, definita a tre gradini, prevedeva l'impiego di antinfiammatori per il trattamento del dolore lieve (equivalente a valori da 0 a 3 sulla scala NRS), oppioidi deboli per il trattamento del dolore moderato (equivalente a valori da >3 a 6 sulla scala NRS) e oppioidi forti per il trattamento del dolore severo (equivalente a valori da >6 a 10 sulla scala NRS).
Una revisione di queste linee guida, effettuata nel 1996, ribadiva alcuni punti fondamentali:
- la via preferenziale di somministrazione di una terapia è quella orale
- gli intervalli tra le varie somministrazioni devono essere prefissati
- l'approccio terapeutico deve essere sequenziale
- il trattamento deve essere individualizzato sulla base delle caratteristiche del paziente.

A oltre 11 anni dalla diffusione di queste linee guida, l'approccio al dolore ha subito alcune rivisitazioni, dettate anche dalle maggiori conoscenze maturate in questi anni.
Prima di tutto, si è ribaltato l'ordine di priorità: il paziente è diventato il soggetto principale e qualsiasi scelta terapeutica deve essere concordata e condivisa. Per questo è molto importante che il malato di dolore sia correttamente informato su quelli che possono essere i vantaggi e gli svantaggi delle diverse classi terapeutiche, in modo tale da poter seguire con maggior cognizione quanto suggerito dal medico.
Inoltre, riguardo alla scala a 3 gradini; a seguito di numerose pubblicazioni scientifiche, è stato dimostrato che il miglior approccio terapeutico è quello definito a 2 gradini, che prevede l'impiego di antinfiammatori se il dolore è lieve e l'impiego di oppioidi forti - a basse dosi per il dolore lieve e a dosi più elevate se il dolore è severo - negli altri casi.
Alcuni studi hanno dimostrato che questo tipo di terapia permette di ottenere il controllo del dolore in tempi più brevi, riducendo i dosaggi complessivi e limitando gli effetti collaterali.

## I diritti del paziente affetto da malattia del dolore
Il 15 marzo 2010 viene firmato l'atto normativo, pubblicato in Gazzetta Ufficiale il 19 marzo 2010, che sancisce il diritto per tutti i cittadini di essere curati per la malattia dolore (legge n. 38/2010 su cure palliative e terapia del dolore).
L'articolo 1 della legge n. 38/2010, esplicitando le finalità della Legge stessa, ribadisce quanto già sancito dalla Costituzione italiana e dichiara che la presente legge tutela il diritto del cittadino ad accedere alle cure palliative e alla terapia del dolore.
L'art. 32 della Costituzione Italiana sancisce infatti la tutela della salute come “diritto fondamentale dell'individuo e interesse della collettività”; e ad adottare precisi comportamenti finalizzati alla migliore tutela possibile della salute in termini di generalità e di globalità, atteso che il mantenimento costituisce oltre che diritto fondamentale per l'uomo, per i valori di cui lo stesso è portatore come persona, anche preminente interesse della collettività per l'impegno e il ruolo che l'uomo stesso è chiamato ad assolvere nel sociale per lo sviluppo e la crescita della società civile.